# Tehnička škola Trebinje
Tehnička škola u Trebinju osnovana je 1951. godine. Od osnivanja do danas u školi je veliki broj mladića i djevojaka stekao diplomu u mnogim stukama i zanimanjima. Kako je Istočna Hercegovina region sa jakim privrednim potencijalima (IAT, HET, TE Gacko), jasno je da je odavno postojala potreba za jednom ovakom ustanovom koja će školovati mlade ljude za potrebe provrede.
Struke i zanimanja u tehničkoj školi su se mijenjale u skladu sa potrebama privrede, ali su mašinstvo i elektrotehnika ostali dugo vremena primarno područje rada.

### Obrazovni profil
Obrazovni profil Tehničke škole Trebinje za 2012/2013 godinu:
Elektrotehnika
Obrazovni profili četvrtog stepena:
- Tehničar računara
- Tehničar elektronike

Mašinstvo i obrada metala
Obrazovni profili četvrtog stepena:
- Mašinski tehničar

Obrazovni profili trećeg stepena:
- Automehaničar

Saobraćaj
Obrazovni profili četvrtog stepena:
- Tehničar drumskog saobraćaja

Obrazovni profili trećeg stepena:
- Vozač motornih vozila

Građevinarstvo
Obrazovni profili četvrtog stepena:
- Građevinski tehničar

## Spoljašnje veze
- Sajt Tehničke škole Trebinje